# BancApulia
Banca Apulia S.p.A. fu uno dei quattro principali istituti di credito pugliesi (gli altri sono la Banca Popolare di Bari, Banca Popolare di Puglia e Basilicata e la Banca Popolare Pugliese). L'istituto era controllato dal 2017 da Intesa Sanpaolo dopo che essa acquisì Veneto Banca; il 27 maggio 2019 diviene efficace la fusione per incorporazione in Intesa Sanpaolo S.p.A.

## Storia
La banca nasce a Torremaggiore il 24 marzo 1924 con il nome di Banco di Torremaggiore, cambia successivamente nome in Banco di Torremaggiore e della Daunia spa, poi in Banco di Torremaggiore e San Severo spa. La banca è stata presieduta dal Dott. Felice Chirò dal 1966 al 1998. Negli anni 80 si pongono le basi per la crescita regionale della banca che nel 1985 assume il nome di Banca della Capitanata S.p.A. Nel 1996 la banca acquisisce la Banca Agricola Salentina, cresce dimensionalmente e cambia nuovamente denominazione in BancApulia S.p.A. con sede legale a San Severo, tale cambiamento si riflette anche nel logo, che diventa Castel del Monte.
Nel 2005 la banca aveva una quota di mercato in Puglia del 5,47% per impieghi, 4,42% di raccolta diretta e il 2,32% in termini di filiali.
Nel 2008 la banca era controllata da Finanziaria Capitanata (con una quota del 52,54%).
Il 13 gennaio 2010 Veneto Banca ha acquisito il 42,394% del capitale della banca da Finanziaria Capitanata e altri azionisti.
A metà del 2010 Banca Apulia mediante un'operazione di fusione ha incorporato Banca Meridiana (la banca territoriale del gruppo Veneto Banca presente in Puglia e Basilicata). Dopo l'operazione Banca Apulia disponeva di una rete di 103 sportelli bancari distribuiti in 7 regioni, 16 punti vendita Apulia puntofinanziario, 20 punti vendita Apulia prontomutuo, oltre 400 sportelli bancomat.
Al 31 dicembre 2010 Veneto Banca deteneva una partecipazione del 50,787%. (aumentato al 63,747% nel 2011 e 70,105% nel 2012)
Finanziaria Capitanata rimane possessore di una quota di minoranza del 25,85% del capitale.
Nel 2012 Veneto Banca e BancApulia hanno acquistato la quota di minoranza di Apulia Prontoprestito, controllata da BancApulia, da HDI Assicurazioni e altri azionisti di Borsa Italiana. Dopo l'operazione, Vento Banca possedeva il 13,079% e BancApulia possedeva l'86,921%. La controllata era specializzata in prestiti garantiti da cessione del quinto.
A seguito del decreto governativo del 25 giugno 2017, nell'ambito di un salvataggio finanziato dal governo dei depositanti e del bail-in degli investitori di Veneto Banca, BancApulia ne ha seguito il destino entrando a far parte del gruppo Intesa Sanpaolo.
A partire dal 27 maggio 2019 la banca ha smesso di essere operativa ed è stata definitivamente incorporata nella capogruppo Intesa Sanpaolo.

## Banca Meridiana
Nata nel 2002, Banca Meridiana era presente nelle province di Bari, Brindisi, Foggia, Lecce, Matera, Potenza e Avellino fino all'acquisizione da parte di BancApulia nel 2010.
L'istituto faceva parte del Gruppo Veneto Banca, struttura coordinata dalla capogruppo trevigiana Veneto Banca Holding.
Nel 2007 Banca Meridiana ha trasferito la propria sede nel palazzo Barone Ferrara, sul corso Vittorio Emanuele a Bari dopo un lungo restauro, oltre a una nuova filiale è presente un auditorium.